# 24910 Haruoando
A 24910 Haruoando (ideiglenes jelöléssel 1997 CK29) a Naprendszer kisbolygóövében található aszteroida. T. Okuni fedezte fel 1997. február 14-én.